# Marcus Burley
Marcus Burley (Richmond, 16 luglio 1990) è un giocatore di football americano statunitense che gioca nel ruolo di cornerback per i Cleveland Browns della National Football League (NFL). Al college ha giocato a football all'Università del Delaware.

## Carriera
Dopo non essere stato scelto nel Draft NFL 2013, Burley firmò coi Jacksonville Jaguars. Nella sua prima stagione fece anche parte dei roster di Philadelphia Eagles, St. Louis Rams e Indianapolis Colts, senza mai scendere in campo.
Nel 2014, Burley firmò coi Seattle Seahawks, riuscendo ad entrare nei 53 uomini del roster attivo per l'inizio della stagione regolare e debuttando come professionista nella gara della settimana 1 vinta contro i Green Bay Packers in cui mise a segno un tackle. Il primo intercetto in carriera lo fece registrare nella settimana 8 su Cam Newton dei Carolina Panthers, contribuendo alla vittoria della sua squadra dopo due sconfitte consecutive. Il suo primo sack invece lo mise a segno nel quattordicesimo turno nella vittoria esterna sugli Eagles ai danni di Mark Sanchez. La sua stagione si chiuse con 35 tackle in quindici presenze, nessuna delle quali come titolare.
Nella settimana 2 della stagione 2015, Burley disputò la prima gara come titolare in carriera contro i Green Bay Packers. Nel quindicesimo turno mise a segno un sack e intercetto su Johnny Manziel dei Browns. La sua annata si chiuse con 18 tackle in 13 presenze.
Il 4 settembre 2016, Burley firmò con i Cleveland Browns.

## Palmarès

### Franchigia
- National Football Conference Championship: 1

Seattle Seahawks: 2014

## Statistiche
| Partite totali      | 26  |
| Partite da titolare | 1   |
| Tackle              | 53  |
| Sack                | 2,0 |
| Intercetti          | 2   |

Statistiche aggiornate alla stagione 2015